# Dillsburg (Pensilvania)
Dillsburg es un borough ubicado en el condado de York en el estado estadounidense de Pensilvania. En el año 2000 tenía una población de 2 063 habitantes y una densidad poblacional de 1 004,1 personas por km².

## Geografía
Dillsburg se encuentra ubicado en las coordenadas 40°05′56″N 76°59′45″O / 40.09889, -76.99583.

## Demografía
Según la Oficina del Censo en 2000 los ingresos medios por hogar en la localidad eran de $37,530 y los ingresos medios por familia eran $46,797. Los hombres tenían unos ingresos medios de $42,235 frente a los $21,995 para las mujeres. La renta per cápita para la localidad era de $19,801. Alrededor del 6.3% de la población estaba por debajo del umbral de pobreza.